# Запоріжжя — Кривий Ріг — Транзит
Запоріжжя — Кривий Ріг — Транзіт (рос. Запорожье — Кривой Рог — Транзит) — збірна команда КВК, що утворилася в 1994 році при об'єднанні команд Запорізького державного медичного інституту і чемпіона Першої ліги КВК 1993 року «Криворізька шпана».

## Історія
Дві незалежні команди, Запорізький державний медичний інститут і «Криворізька шпана» (команда Криворізького гірничого інституту), змагалися в Першій лізі КВК сезону 1993 року. Рішення про об'єднання двох команд було прийнято після фіналу. Об'єднана команда дебютувала на Сочинському фестивалі КВК у 1995 році. Тоді її учасників підтримували компанія Арсена Авакова «Базис» та міська влада у вигляді Юрія Любоненка.
У 1997 рік у поділили з командою «Нові вірмени» чемпіонство у Вищій лізі КВК, ставши останньою командою України, яка перемогла у Вищій лізі КВК.

## Досягнення і титули
- 1997 — Чемпіони Вищої Ліги КВК.

## Склад
- Михайло Гуликов;
- Ігор Дащенко;
- Ігор Литвиненко;
- Сергій Авруцкий;
- Юрій Ловчиков;
- Володимир Зеленський.
- Олена Маляшенко
- Юрій Крапов
- Денис Манжосов
- Борис Шефір
- Сергій Шефір
- Андрій Яковлєв

## ПостКВК
Володимир Зеленський, після чемпіонства в 1997 році, створює команду КВН «95-й квартал» (пізніше Студія Квартал-95).